# Bowling na World Games 2017
Zawody w bowlingu podczas World Games 2017 odbyły się w dniach 21 - 24 lipca we Wrocławiu, w Polsce.

## Medaliści
| Konkurencja | Złoto                            | Srebro                                  | Brąz                          |
| Mężczyźni   |                                  |                                         |                               |
| pojedynczo  | Youngseon Cho                    | Ildemaro Ruiz                           | Tobias Bording                |
| podwójnie   | Dan Maclelland / Francois Lavoie | Massililiano Fridegotto / Ildemaro Ruiz | Hong Siu Wu / Michael Mak     |
| Kobiety     |                                  |                                         |                               |
| pojedynczo  | Laura Beuthner                   | Kelly Kulick                            | Clara Guerrero                |
| podwójnie   | Clara Guerrero / Rocio Restrepo  | Danielle McEvan / Kelly Kulick          | Sandra Gongora / Tannya Lopez |

## Klasyfikacja medalowa

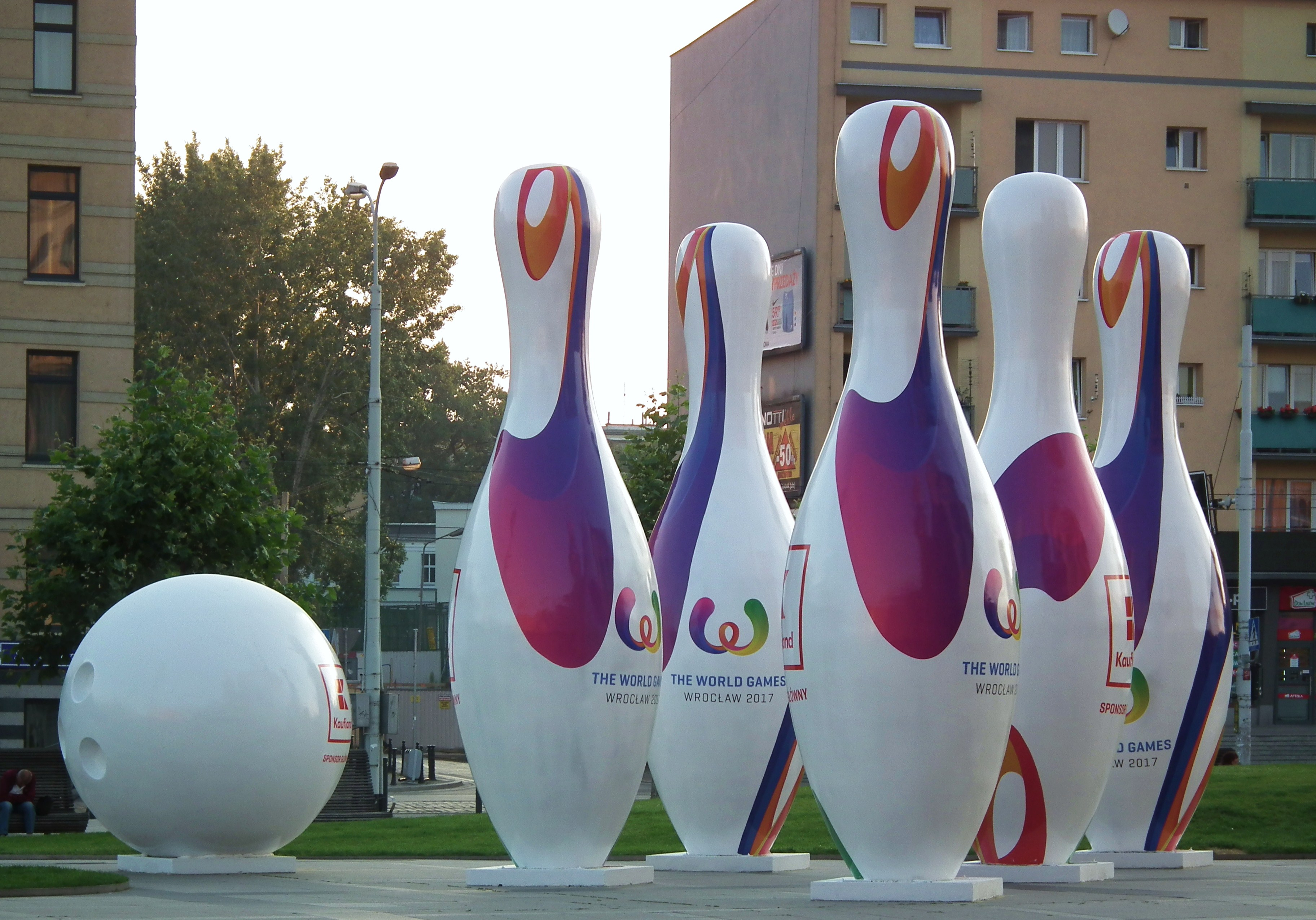
Ekspozycja z kręglami i kulą do kręgi na terenie World Games 2017

| Nr | Państwo           | Złoto | Srebro | Brąz | Razem |
| 1  | Niemcy            | 1     | 0      | 1    | 2     |
| 2  | Korea Południowa  | 1     | 0      | 0    | 1     |
| 3  | Kolumbia          | 1     | 0      | 1    | 2     |
| 4  | Kanada            | 1     | 0      | 0    | 1     |
| 5  | Stany Zjednoczone | 0     | 2      | 0    | 2     |
| 6  | Wenezuela         | 0     | 2      | 0    | 2     |
| 7  | Hongkong          | 0     | 0      | 1    | 1     |
| 8  | Meksyk            | 0     | 0      | 1    | 1     |